# Приложна механика
Приложна механика (също инженерна механика) е клон на физическите науки и практическото приложение на механика. Чистата механика описва реакцията на тела (твърди вещества и течности) или системи от тела към външни сили. Някои примери за механични системи включват потока на течност под налягане, разрушаването на твърдо вещество от приложената сила или вибрациите на ухото в отговор на звука.
Приложната механика описва поведението на тялото, било в начално състояние на покой или в движение, подложено на действие на силите. Приложна механика преодолява пропастта между физическата теория и нейното приложение към технологията. Използва се в много области на машиностроенето и гражданското строителство. В този контекст, обикновено се нарича инженерна механика. Голяма част от съвременната инженерна механика се основава на законите на движението на Исак Нютон, докато съвременната практика на тяхното приложение може да бъде проследена до Степан Тимошенко, за когото се казва, че е бащата на съвременната инженерна механика.
В практическите науки приложната механика е полезна при формулирането на нови идеи и теории, откриване и интерпретиране на явленията и разработване на експериментални и изчислителни инструменти. В приложението на естествените науки се казва, че механиката се допълва от термодинамиката, изучаването на топлината и по-общо енергията и електромеханиката, изучаването на електричеството и магнетизма.